# Bengt Birgersson (teolog)
Bengt Adolf Birgersson född 29 mars 1946 är en svensk teolog och präst som 2003–2019 var provinssekreterare i missionsprovinsen.

## Biografi
Birgersson avlade teol. kand-examen 1970 och prästvigdes senare för svenska kyrkan.

Birgersson blev känd för en bredare allmänhet när han i mitten på 1980-talet uttalade sig om aids och homosexuella. Birgersson sa bland annat att; 
| ” | Aids kan ha en god sida - om det drabbar homosexuella och får dem att vända om. Har man drabbats av aids och kommer till insikt om att det var fel att leva homosexuellt - då har sjukdomen tjänat ett syfte’’. | „ |

Birgersson var en av initiativtagarna till att Församlingsfakulteten bildades i Göteborg 1993, och var dess förste föreståndare. Han var under 1990-talet direktor för Peter Isaac Béens utbildningsstiftelse som står bakom både Församlingsfakulteten och LM Engströms gymnasium, och har även varit rektor för gymnasiet.
Han engagerade sig under 00-talet i bildandet av Missionsprovinsen som ordförande i arbetsgruppen för Missionsprovinsens bildande, och blev bland annat med anledning av detta 2006 förklarad obehörig att verka som präst i Svenska kyrkan.

2008, i samband med att 50-årsdagen för kvinnors rätt att prästvigas på vissa håll uppmärksammades, framhöll Birgersson att; 
| ” | om man tar bibeln på allvar så finns där en skillnad i rollfördelningen mellan könen. Och jag vet att flera unga killar som prästvigs delar den åsikten. | „ |

I oktober 2019 avslutade Birgersson sitt uppdrag som provinssekreterare som inleddes 2003, och avtackades för sitt mångåriga och stora engagemang.

## Utmärkelser
- 2006 – Doctor of Divinity, honoris causa, vid Concordia Theological Seminary i Indiana, USA.[8][9]